# Hallonbryum
Hallonbryum (Bryum klinggraeffii) är en bladmossart som beskrevs av W. P. Schimper in Klinggräff 1858. Hallonbryum ingår i släktet bryummossor, och familjen Bryaceae. Arten är reproducerande i Sverige. Inga underarter finns listade i Catalogue of Life.